# 김하나 (카피라이터)
김하나(1975년~)는 대한민국의 카피라이터이자 작가이다. TBWA KOREA 카피라이터로 재직하며 SK텔레콤-'현대생활백서’ 네이버-'세상의 모든 지식' 등을 제작했다. 2006년 아트디렉터 박지훈과 함께 아시아태평양광고제 크리에이티브 경쟁부문에서 우승하였다. 2014년 허핑턴포스트코리아 런칭 작업에 참여했다.

## 이력
- 연세대학교 국어국문학과 학사
- 2000년 제일기획 광고 카피라이터 입사
- 2005년~2007년 TBWA 코리아 재직[3]
- 독립광고회사 BB&TT 공동대표[3]

## 저서
- 《당신과 나의 아이디어》 (씨네21북스) 2013년 11월 ISBN 978-89843175-1-2
- 《내가 정말 좋아하는 농담》 (김영사) 2015년 10월 ISBN 978-89349722-6-6
- 《힘 빼기의 기술》 (시공사) 2017년 7월 ISBN 978-89527789-0-1
- 《15도》 (청림출판) 2017년 12월 ISBN 978-89352119-0-6
- 《말하기를 말하기》 (콜라주) 2020년 6월 ISBN 978-89-5467-273-3

공저
- 《페미니스트 유토피아: 내일, 당신이 살고 싶은 바로 그곳》 (휴머니스트) 2017년 2월 ISBN 979-11608001-9-7
- 《안녕 돈키호테: 박웅현과 TBWA 0팀이 찾은 창의력 열한 조각》 (민음사) 2017년 5월 ISBN 978-89374342-7-3
- 《여자 둘이 살고 있습니다》 (위즈덤하우스) 2019년 2월 ISBN 979-11897098-1-5
- 《다름 아닌 사랑과 자유》 (문학동네) 2019년 10월 ISBN 978-89546581-2-6

## 출연
- 2017년 ~ 예스24 《책읽아웃》 격주 진행
- 2018년 MBC FM4U 《세상을 여는 아침》 일요일 〈하루 하나 다른 생각〉
- 2018년 ~ MBC 표준 FM 《별이 빛나는 밤에》 매주 화요일 〈만다꼬!〉
- 2019년 세바시 〈사는게 힘들 때 외쳐보는 주문〉